# Kitatani Fumitaka
Kitatani Fumitaka (北谷 史孝 Kitatani Fumitaka, sinh ngày 18 tháng 8 năm 1995 ở Izumisano, Osaka, Nhật Bản) là một cầu thủ bóng đá người Nhật Bản thi đấu cho V-Varen Nagasaki.

## Thống kê sự nghiệp câu lạc bộ
Cập nhật đến ngày 23 tháng 2 năm 2017.
| 2014 | Yokohama F. Marinos | J1 League | 0  | 0 | 0 | 0 | 0 | 0 | 0  | 0 |
| 2015 | Yokohama F. Marinos | J1 League | 0  | 0 | 1 | 0 | 0 | 0 | 1  | 0 |
| 2016 | Renofa Yamaguchi    | J2 League | 38 | 1 | 2 | 0 | – | – | 40 | 1 |
| Tổng | Tổng                | Tổng      | 38 | 1 | 3 | 0 | 0 | 0 | 41 | 1 |

## Thành tích
- Siêu cúp Nhật Bản: 2014 Á quân